# 抱いてマイ・ラブ
「抱いてマイ・ラブ」（だいてマイ・ラブ）は、1983年12月21日にトーラスレコードからリリースされた早見優の8枚目のシングル。

## 概要
表題曲「抱いてマイ・ラブ」は、早見本人が「ダンサブルなものが歌いたい」と希望したことから、外国人の作家に楽曲制作が依頼された作品。作曲者のJohn Stanleyはシンガーソングライター・八神純子の夫である。
B面曲「THE LETTER」は、John Stanleyが作詞・作曲を手掛けた全編英語詞による楽曲となっている。

## 収録曲
1. 抱いてマイ・ラブ（3:36）
作詞: 松本一起 / 作曲: John Stanley / 編曲: 茂木由多加
2. THE LETTER（4:05）
作詞・作曲: John Stanley / 編曲: 大村雅朗